# István Nagy (lekkoatleta)
István Nagy (ur. 28 kwietnia 1959 w Heves) – węgierski lekkoatleta, sprinter, dwukrotny medalista halowych mistrzostw Europy, olimpijczyk.

## Kariera sportowa
Zajął 5. miejsce w sztafecie 4 × 100 metrów oraz odpadł w eliminacjach biegu na 100 metrów i biegu na 200 metrów na mistrzostwach Europy juniorów w 1977 w Atenach.
Odpadł w ćwierćfinale biegu na 200 metrów oraz eliminacjach biegu na 100 metrów i sztafety 4 × 100 metrów na igrzyskach olimpijskich w 1980 w Moskwie. Zdobył srebrny medal w biegu na 200 metrów na uniwersjadzie w 1981 w Bukareszcie.
Zdobył srebrny medal w biegu na 200 metrów na halowych mistrzostwach Europy w 1982 w Mediolanie, przegrywając jedynie z Erwinem Skamrahlem z Republiki Federalnej Niemiec, a wyprzedzając Michele Di Pace z Włoch. Na mistrzostwach Europy w 1982 w Atenach zajął 5. miejsce w biegu na 200 metrów i 6. miejsce w sztafecie 4 × 100 metrów.
Na halowych mistrzostwach Europy w 1983 w Budapeszcie zdobył brązowy medal w biegu na 200 metrów, za Aleksandrem Jewgienjewem ze Związku Radzieckiego i Jacquesem Borlée z Belgii. Odpadł w ćwierćfinale biegu na 200 metrów i półfinale sztafety 4 × 100 metrów na mistrzostwach świata w 1983 w Helsinkach. Zajął 5. miejsce w biegu na 200 metrów na halowych mistrzostwach Europy w 1985 w Pireusie. Na mistrzostwach Europy w 1986 w Stuttgarcie zajął 6. miejsce w sztafecie 4 × 100 metrów. Odpadł w eliminacjach biegu na 200 metrów na halowych mistrzostwach Europy w 1987 w Liévin. Na mistrzostwach świata w 1987 w Rzymie zajął 5. miejsce w finale sztafety 4 × 100 metrów i odpadł w półfinale biegu na 200 metrów.
István Nagy był mistrzem Węgier w biegu na 100 metrów w 1978 i 1982 oraz w biegu na 200 metrów w 1977, 1980, 1982, 1983 i 1985, a także halowym mistrzem w biegu na 60 metrów w 1980 i 1982 oraz w biegu na 200 metrów w latach 1982 i 1985–1987.
Był wielokrotnym rekordzistą Węgier: raz w biegu na 100 metrów (10,29 s uzyskany 17 czerwca 1981 w Budapeszcie), sześć razy w biegu n 200 metrów (do czasu 20,62 s, osiągniętego 9 września 1982 w Atenach) i siedem razy w sztafecie 4 × 100 metrów (do wyniku 38,67 s uzyskanego 11 sierpnia 1986 w Budapeszcie). Ten ostatni wynik, jak również rezultat sztafety 4 × 200 metrów (1:21,73 osiągnięty 9 lipca 1982 w Paryżu) są aktualnymi (styczeń 2021) rekordami Węgier. Nagy jest również aktualnym halowym rekordzistą Węgier w biegu na 200 metrów (20,84 s, uzyskany 24 lutego 1985 w Budapeszcie).
Rekordy życiowe Nagy’a:
- bieg na 100 metrów – 10,26 s (20 sierpnia 1987, Miszkolc)
- bieg na 200 metrów – 20,59 s (21 sierpnia 1987, Miszkolc)